# Společná korejská vlajka

Společná vlajka obou Korejí
Poměr stran: 2:3

Společná korejská vlajka je neoficiální vlajka užívaná k reprezentaci celé Koreje v případech, kdy se Severní Korea a Jižní Korea zúčastňuje sportovních soutěží jako sjednocený tým a odtud přeneseně jako obecný symbol opětovného sjednocení Koreje. Skládá se z modré siluety Korejského poloostrova spolu s ostrovem Čedžu na jihozápadě na bílém pozadí.

## Historie
Diskuse o společném sportovním týmu obou Korejí probíhají již od 60. let 20. století. Jednání však až do roku 1990 nebyla úspěšná. Před Asijskými hrami v Pekingu v roce 1990 byla představena vlajka, tvořená bílým listem s modrou siluetou Korejského poloostrova a ostrova Čedžu. Vlajka byla navržena v roce 1985 etnickými Korejci v Japonsku. Oficiálně byla tato vlajka poprvé použita na Mistrovství světa ve stolním tenise v roce 1991 v japonské Čibě, kde oba státy soutěžily jako jeden tým. Výpravy obou států šly pod společnou vlajkou na těchto akcích:
- 1991 –  Mistrovství světa ve stolním tenise, Čiba, Japonsko
- 1991 –  Mistrovství světa ve fotbale mládeže, Lisabon, Portugalsko
- 2000 –  Letní olympijské hry, Sydney, Austrálie
- 2002 –  Asijské hry, Pusan, Jižní Korea
- 2003 –  Asijské zimní hry, Aomori, Japonsko
- 2004 –  Letní olympijské hry, Atény, Řecko
- 2006 –  Zimní olympijské hry, Turín, Itálie
- 2018 –  Zimní olympijské hry, Pchjongčchang, Jižní Korea (poprvé v historii obě země sestavily společný olympijský tým – ženský hokejový)[3]

Na olympijských hrách v Sydney v roce 2000 byl iniciátorem defilé korejských sportovců na zahajovacím ceremoniálu pod společnou vlajkou předseda MOV Juan Antonio Samaranch.
Společná vlajka se naopak neobjevila např. na Letních olympijských hrách v Pekingu v roce 2008, kde obě země vystupovaly odděleně.

## Varianty vlajky
Na Asijských hrách v roce 2002 byla na vlajku, k dohodnutému vzhledu z roku 1990, přidána silueta jihokorejského ostrova Ullung-do který leží asi 120 km na východ od Korejského poloostrova v Japonském moři.
V roce 2003 se na Asijských hrách objevilo na vlajce (spolu se siluetou ostrova Ullung-do) i souostroví Tokdo, které je předmětem teritoriálního sporu mezi Jižní Koreou a Japonskem.
V roce 2006 byly na Olympijských hrách v Turíně na společnou vlajku přidány ještě siluety dvou skalisek Ie-odo (anglicky Socotra Rock), nacházející se asi 150 km na jihozápad od jihokorejského ostrova Čedžu. Skaliska jsou předmětem sporu mezi Jižní Koreou a Čínou. Není obrázek.

Vlajka s ostrovem Ullung-do
Vlajka s ostrovem Ullung-do a souostrovím Tokdo

Na zimních olympijský hrách v jihokorejském Pchjongčchangu sice korejští sportovci, po protestu Japonska, nastupovali s vlajkou bez siluet sporných území, severokorejské roztleskávačky v hledišti však používaly vlaječky se siluetami Ullung-do, Tokdo i Ie-odo.